# Ligne de La Cave à Ribérac
(Périgueux - Ribérac)
La ligne de La Cave à Ribérac est une ligne ferroviaire du département de la Dordogne en France, qui reliait les gares de La Cave, sur la commune de Marsac-sur-l'Isle, et de Ribérac. 
Cette ligne reliait Périgueux à Ribérac. Une partie de son trafic était à destination et en provenance d'Angoulême, d'où le nom officieux de ligne Périgueux - Angoulême pour cette section,.
Elle figure toujours dans la nomenclature du réseau ferré national sous le no 620 000.
Actuellement, toute la ligne a été déferrée.

## Histoire
La ligne, partie d'un itinéraire « de Périgueux à Montmoreau », est déclarée d'utilité publique le 31 décembre 1875. Une loi du 31 juillet 1879 autorise le ministère des Travaux Publics à entamer les travaux de construction de la ligne.
L'inauguration a lieu le 19 décembre 1881 en présence du sous-secrétaire d'État aux Travaux publics, M. Lesguiller.
La ligne est cédée par l'État à la Compagnie du chemin de fer de Paris à Orléans (PO) par une convention signée entre le ministre des Travaux publics et la compagnie le 28 juin 1883. Cette convention est approuvée par une loi le 20 novembre suivant.
Le 1er juillet 1906, le tronçon complémentaire de Ribérac à Parcoul-Médillac (qui devait initialement relier Ribérac et Montmoreau) est mis en service, l'inauguration officielle n'ayant lieu que le 26 août suivant.
La ligne est fermée aux trafic voyageurs Le 10 juin 1940 puis au trafic des marchandises le 17 décembre 1951, avant d'être déclassée le 12 novembre 1954.